# Conophyma pazukii
Conophyma pazukii is een rechtvleugelig insect uit de familie Dericorythidae. De wetenschappelijke naam van deze soort is voor het eerst geldig gepubliceerd in 1991 door Mirzayans.